# Fetteresso Parish Church

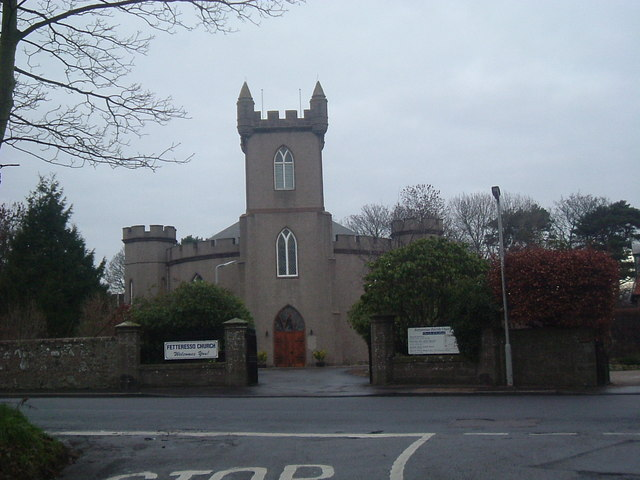
Fetteresso Parish Church

Die Fetteresso Parish Church ist eine Pfarrkirche der presbyterianischen Church of Scotland in der schottischen Kleinstadt Stonehaven in der Council Area Aberdeenshire. 1972 wurde das Bauwerk in die schottischen Denkmallisten in der höchsten Denkmalkategorie A aufgenommen.

## Geschichte
Es wird angenommen, dass der irische Heilige Ciaran (515–549) am heutigen westlichen Stadtrand Stonehavens eine Kapelle errichtete. Möglicherweise überlagern die Ruinen der mittelalterlichen St Ciaran’s Church diesen frühchristlichen Bau. Die 1246 geweihte Kirche diente über Jahrhunderte als Pfarrkirche.
Die heutige Fetteresso Parish Church wurde zwischen 1810 und 1812 erbaut. Für den Entwurf zeichnet der schottische Architekt John Paterson verantwortlich. 1876 stifteten die Herren von Ury House die Kirchenorgel. Zwei Jahre später wurde das Gebäude überarbeitet und erweitert. Eine teilweise Überarbeitung des Innenraums wurde 1884 vorgenommen. Die Halle an der Westseite stammt aus dem Jahre 1970.

## Beschreibung
Die neogotische Fetteresso Parish Church steht abseits der Bath Street im Norden von Stonehaven. Ihr wehrhaft wirkendes Äußeres ist möglicherweise von der Architektur Fetteresso Castles beeinflusst. Ihr Grundriss beschreibt grob ein D, wobei die Rundung die Hauptfassade an der Südostseite bildet. Mittig, am Fuße des Glockenturms, befindet sich das spitzbogige Hauptportal. Zwei Spitzbogenfenster entlang des Turms führen zu der abschließenden, auskragenden Zinnenbewehrung mit spitzen Ecktourellen. An den Endpunkten der Rundung flankieren oktogonale, ebenfalls zinnenbewehrte Türme den Hauptturm. Das abschließende Dach ist mit grauem Schiefer eingedeckt.